# Gurinder Chadha

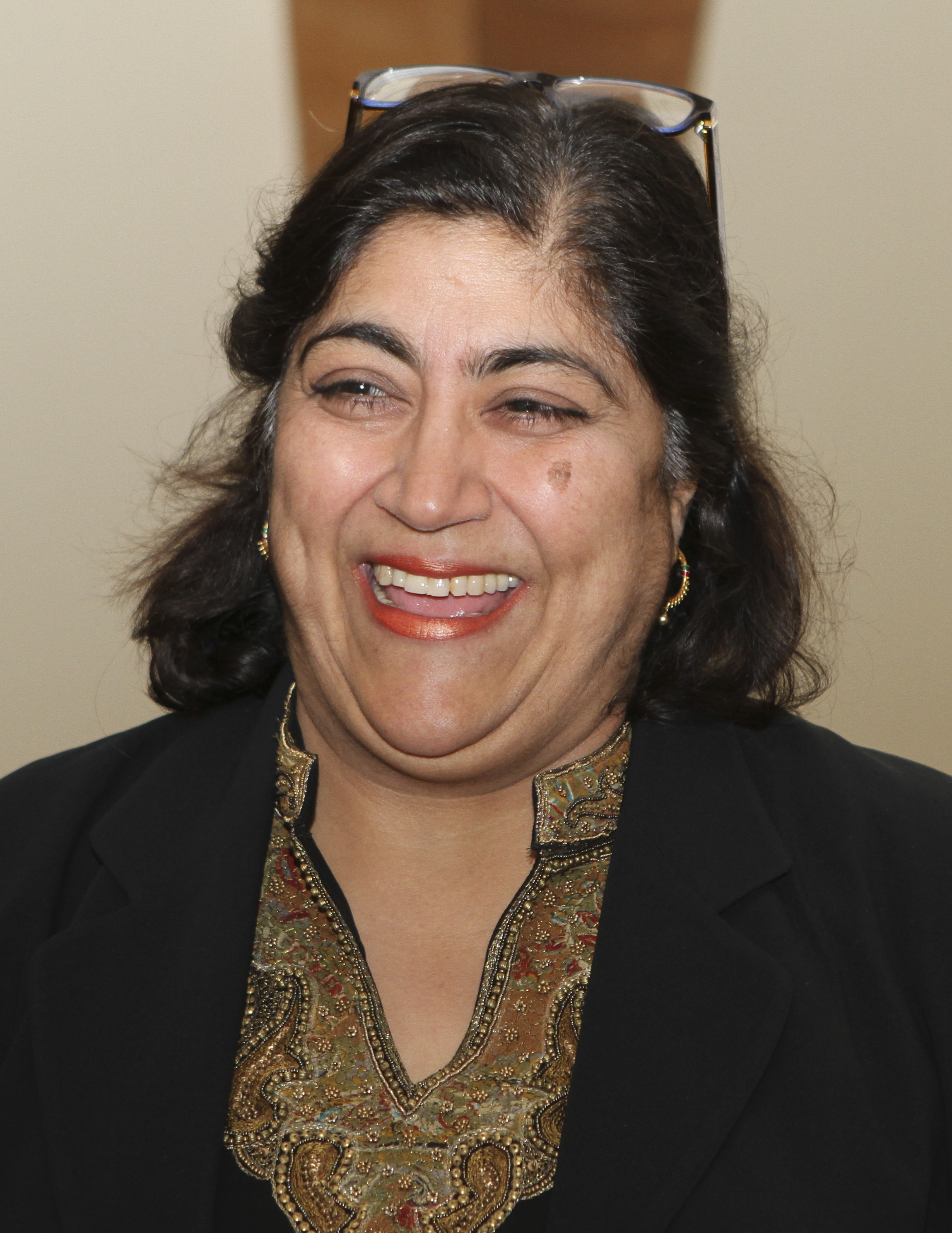
Chadha in 2013

Gurinder Chadha (Nairobi, 10 januari 1960) is een Brits filmregisseur van Indiase afkomst.
Zij is geboren in Kenia, en groeide op in Londen.

## Filmografie
- Blinded by the Light (2019)
- Viceroy's House (2017)
- Angus,Thongs and Perfect Snogging (2008)
- Who Do You Think You Are? (2006)
- I Dream of Jeannie (2006) (in productie)
- Bride and Prejudice (2004)
- Bend It Like Beckham (2002)
- What's Cooking? (2000)
- A Nice Arrangement (1994)
- What Do You Call an Indian Woman Who's Funny (1994)
- Bhaji on the Beach (1993)
- Acting Our Age (1992)
- I'm British But... (1990) (tv)